# Inkiszusz
Inkiszusz – pierwszy znany z imienia gutejski władca rządzący Sumerem według Sumeryjskiej listy królów. Dotyczący go fragment brzmi następująco:
„Wśród wojsk z Gutium z początku żaden król nie był sławny. Byli swoimi własnymi królami i rządzili tak przez 3 lata. Następnie Inkiszusz (został królem) i panował przez 6 lat”.